# 萊奧涅斯 (拉斯米納斯區)
萊奧涅斯（西班牙語：Leones），是巴拿馬的城鎮，位於該國中南部，由埃雷拉省的拉斯米納斯區負責管轄，面積72.3平方公里，海拔高度508米，2010年人口852，人口密度每平方公里11.8人。